# Dictyna columbiana
Dictyna columbiana là một loài nhện trong họ Dictynidae.
Loài này thuộc chi Dictyna. Dictyna columbiana được Lawrence Becker miêu tả năm 1886.